# ماریک گوئرر
ماریک گوئرر (به انگلیسی: Marieke Guehrer) (زادهٔ ۹ فوریهٔ ۱۹۸۶) شناگر اهل استرالیا است.